# Onthophagus sonani
Onthophagus sonani är en skalbaggsart som beskrevs av Miwa 1930. Onthophagus sonani ingår i släktet Onthophagus och familjen bladhorningar. Inga underarter finns listade i Catalogue of Life.